# Stadion der Freundschaft (Görlitz)
Das Stadion der Freundschaft ist ein Mehrzweckstadion in Görlitz. Im Stadion finden sowohl Fußballspiele und Leichtathletikveranstaltungen sowie Schulsport statt. Es befindet sich in kommunaler Trägerschaft. Das Stadion besitzt einen Rasenplatz in der Mitte, der von einer Aschenbahn umgeben ist. Im Osten, Westen und Norden erheben sich die ehemaligen Tribünenhänge, die heute jedoch nicht mehr als Zuschauerplätze nutzbar sind.

## Lage
Das Stadion liegt am Weinberg im Norden des Görlitzer Stadtteils Weinhübel zwischen Inselweg und Zittauer Straße. Östlich des Stadions befindet sich das Volksbad – ein ehemaliges Freibad an der Lausitzer Neiße. Westlich verläuft die Zittauer Straße den Weinberg hinab. Vom Fuß des Weinbergs führt die Straße Am Wasserwerk von Süden an das Stadion heran. Die Zittauer Straße entlang verkehrt ebenfalls die Straßenbahn, die in unmittelbarer Nähe des Stadions zwei Haltestellen besitzt.
Südlich der Stadionanlage befinden sich noch ein weiterer Hart- und Rasenfußballplatz sowie die Anlagen der Bogenschützen.

## Geschichte
Am späteren Bauplatz des Stadions befand sich zwischen 1942 und Februar 1945 eine Seeberufsfachschule. Die Schule war in Baracken untergebracht und besaß auch einen eigenen Bunker. Die Baracken wurden nach Ende des Zweiten Weltkrieges als Quarantäne- und Umsiedlerlager genutzt.
Das Stadion wurde Anfang der 1950er Jahre durch freiwillige Helfer gebaut und am 13. November 1951 eingeweiht. In den nachfolgenden Jahren wurden die Stadionanlagen noch erweitert.
Die sanitären Einrichtungen und Umkleideräumlichkeiten entstanden nach der Wende neu. Die Tribünen, der Diskusring und die Stabhochsprunganlage mussten jedoch abgerissen werden. Seit mehreren Jahren ist die Sanierung des Stadions Ziel der Stadtpolitik und zahlreicher Sportvereine, jedoch scheiterte die Umsetzung stets an der Haushaltslage der Stadt bzw. fehlenden Fördermitteln. Geplant waren unter anderem eine Tartanbelag für die Kampfbahnen und die Wiederherstellung der Zuschauerränge.

## Nutzung
In der DDR-Zeit fanden hier unter anderem die Kinder- und Jugendspartakiaden, aber auch Leichtathletikwettbewerbe und Fußballspiele statt. Im Jahr 1956 endete die 5. Etappe der Internationalen Friedensfahrt im Stadion der Freundschaft. Der Radfahrer Täve Schur errang hier am 7. Mai den Etappensieg.
Heute nutzen verschiedene Fußball- und Leichtathletikvereine das Stadion als Trainingsort. Auch Schulen und Kindergärten nutzen den Sportplatz für Freiluftsportunterricht und unterschiedlichste Sportwettbewerbe.